# オズヴァルド・ヴィルト

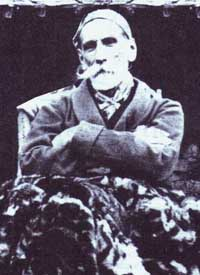
オズヴァルド・ヴィルト

ジョゼフ・ポール・オズヴァルド・ヴィルト（Joseph Paul Oswald Wirth、1860年ベルン州ブリエンツ - 1943年）は、スイスのオカルティスト、美術家、作家。彼はスタニスラス・ド・ガイタから秘教と象徴主義を学び、1889年にド・ガイタの指導の下で、22の大アルカナからなるタロットカードを制作した。
「アルカネス・デュ・タロット・カバリスティク」として知られ、デザインはマルセイユ版タロットに準拠したが、オカルトシンボルを加える変更をいくつか行った。ヴィルトとド・ガイタによるデッキは、オカルトタロットの歴史において重要と見なされている。
彼はフリーメイソンと占星術にも興味を抱いていた。彼はフリーメイソンについてフランス語で多くの本を執筆した。